# جيمس نويبيرغر
جيمس نويبيرغر (بالإنجليزية: James Neuberger)‏ هو أحيائي بريطاني، ولد في 4 نوفمبر 1949.